# Kalāteh-ye Shohadā-ye Nāveh
Kalāteh-ye Shohadā-ye Nāveh (persiska: Qeshlāq-e Nāveh, کلاته شهدای ناوه) är en ort i Iran.   Den ligger i provinsen Nordkhorasan, i den nordöstra delen av landet, 600 km öster om huvudstaden Teheran. Kalāteh-ye Shohadā-ye Nāveh ligger 1 056 meter över havet och antalet invånare är 605.
Terrängen runt Kalāteh-ye Shohadā-ye Nāveh är huvudsakligen kuperad. Kalāteh-ye Shohadā-ye Nāveh ligger nere i en dal. Runt Kalāteh-ye Shohadā-ye Nāveh är det ganska glesbefolkat, med 27 invånare per kvadratkilometer. Kalāteh-ye Shohadā-ye Nāveh är det största samhället i trakten. Trakten runt Kalāteh-ye Shohadā-ye Nāveh består i huvudsak av gräsmarker.